# F2-X
『F2-X』（エフツー エックス）は、2004年4月1日から2005年4月1日にかけて、フジテレビで生放送をされた平日午後の情報バラエティ番組である。

## 概要
同時刻に放送されていた「F-2」の後継番組。
毎回、お台場・スタジオドリームメーカーより公開放送を行っていた。ちなみに、F2とはテレビ業界の視聴率用語で主婦層を表す言葉である。番組名は、これと放送時間の午後2時とをかけている。
前番組に引き続き『NEWSレインボー発』を内包した。

## 放送時間
平日14:05 - 15:00（JST）

## 出演者

### 司会
男性
- 福井謙二（月曜・火曜・水曜、2004年4月 - 9月）
- 福原直英（月曜・火曜・水曜、2004年10月 - 2005年4月）
- 田中大貴（木曜・金曜）

女性
- 佐藤里佳（月曜）
- 千野志麻（火曜）
- 政井マヤ（水曜）
- 安藤幸代（木曜）
- 相川梨絵（金曜）
- 小島奈津子（木曜・金曜）

### NEWSレインボー発
- 山中秀樹
- 木幡美子
- 阿部知代
- 藤村さおり
- 田代尚子
- 松尾紀子

## 主なコーナー
月曜日
- 今週のSMAP
- 1万人のジョーシキ!（レポーター：土田晃之）

火曜日
- キレイの知枝袋（レポーター：石塚義之（アリtoキリギリス））
- 若見えハンター（レポーター：モンキッキー）

水曜日
- お悩み相談!（レポーター：長井秀和、東貴博（Take2））

木曜日
- 専業マダム（レポーター：TIM）

金曜日
- お庭マップ（レポーター：ますだおかだ）

毎日
- 踊る!通販（前期）
  - 「F2ドリームズ」としてレギュラー出演していた数名のイケメンタレント（ウエンツ瑛士（WaT）など）が、往年のヒット曲に合わせてエクササイズをしつつ通信販売の商品を紹介する。2004年9月終了。
- 笑う!通販（後期）
  - 2004年10月スタート。パペットマペット・ダイノジ・タカアンドトシ・ニブンノゴ!・テツandトモなど若手芸人が日替わりで登場し、ネタを披露しつつ通信販売の商品を紹介する。同時に、曜日ごとの日替わりで中堅芸人がレギュラー出演するようになる。

## スタッフ
- 構成：鶴間政行、兼上頼正、下尾雅美
- ナレーター：うすいたかやす、多比良健他
- 音響効果：第一音響
- 編集協力：WELT
- 制作協力：FCC、共同テレビジョン
- ディレクター：大角肇、鈴木道正他
- PD：竹内康人
- プロデューサー：門澤清太、珠光令子
- チーフプロデューサー：原田冬彦

## ネット局
- 前番組『F2』の流れから、ネット局は北海道文化放送・新潟総合テレビ・沖縄テレビだった。そのうちの北海道文化放送はニュースコーナーをネットせずにCMに差し替えていた。
- 西日本（一部地域を除く）のフジテレビ系列局は、同時間帯に前番組『F2』及びこの『F2-X』を放送せず、関西テレビ制作の『2時ワクッ!』（2005年12月終了）を放送していた。

| 放送対象地域 | 放送局                                                  | 系列           | 放送曜日・放送時間 | 備考       |
| ------------ | ------------------------------------------------------- | -------------- | ------------------ | ---------- |
| 関東広域圏   | フジテレビ（CX） 『F2-X』制作局                         | フジテレビ系列 | 平日 14:05 - 15:00 | 同時ネット |
| 北海道       | 北海道文化放送（uhb）【ニュースコーナーのみネットなし】 | フジテレビ系列 | 平日 14:05 - 15:00 | 同時ネット |
| 新潟県       | NST新潟総合テレビ（NST）                                | フジテレビ系列 | 平日 14:05 - 15:00 | 同時ネット |
| 沖縄県       | 沖縄テレビ（OTV）                                       | フジテレビ系列 | 平日 14:05 - 15:00 | 同時ネット |

| フジテレビ 平日午後のワイドショー枠 | フジテレビ 平日午後のワイドショー枠 | フジテレビ 平日午後のワイドショー枠 |
| 前番組                              | 番組名                              | 次番組                              |
| ----------------------------------- | ----------------------------------- | ----------------------------------- |
| F2 （2002.10 - 2004.3）             | F2-X （2004.4 - 2005.4）            | F2スマイル （2005.4 - 9）           |